# قاوية (الجميمة)

تعديل مصدري - تعديل

قاوية هي إحدى قرى عزلة بقره الشرقية والوسطى بمديرية الجميمة التابعة لمحافظة حجة، بلغ تعداد سكانها 169 نسمة حسب تعداد اليمن لعام 2004.